# 파비오 보리니
파비오 보리니(이탈리아어: Fabio Borini, 1991년 3월 29일 ~ )는 이탈리아의 축구 선수로, 세리에 B의 삼프도리아에서 뛰고 있다. 포지션은 공격수다.